# 清澄寺 (鴨川市)

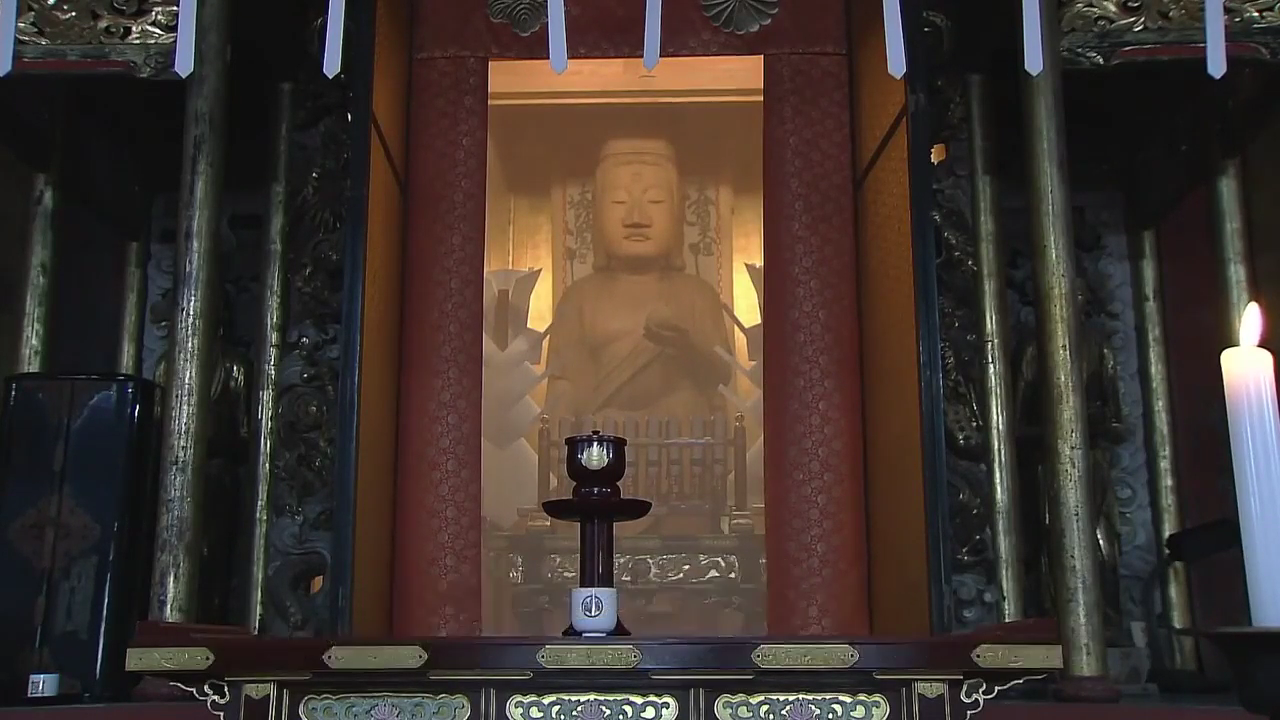
清澄寺摩尼殿虚空蔵菩薩

清澄寺（せいちょうじ）は、千葉県鴨川市清澄にある日蓮宗の大本山。山号は千光山。日蓮が出家得度および立教開宗した寺とされ、総本山久遠寺・大本山池上本門寺・大本山誕生寺とともに日蓮宗四霊場と呼ばれる。

## 概要
寺の縁起によれば、旅の僧（聖僧）が当地を訪れて虚空蔵菩薩を祀る一寺を建立し、山岳信仰の霊場となったという。僧の素性は不明で、「不思議法師」と呼ばれた。山頂近くに古い柏の木があり怪しく千光を発していたことから山号を千光山とし、柏の木の下に水の涸れた池があって、加持すると清泉がたちまちに沸いたことから寺号を清澄寺としたという。かつては12坊25堂を構える天台宗の巨刹として栄えたが、1618年（元和4年）には徳川秀忠の命により智積院の頼勢が入寺し真言宗に改宗された。この時、朱印500石と十万石格式が与えられ併せて独礼寺格も有する事となった。また醍醐三宝院門跡の関東別院に定められ、十六葉菊紋の使用と駆け込み罪人の特赦が認められた。その後1949年（昭和24年）2月16日に日蓮宗に改宗し、以後大本山として威容を整えている。

## 地理
清澄山（きよすみやま）の主峰は標高377mの妙見山で、千葉県で3番目に高い山である。本堂付近の標高は約310メートルで境内全域が南房総国定公園に含まれており、北斜面には暖帯性、南斜面には亜熱帯性の植物が自生する植物分布の境界となっている。また、安房・上総の分水界にもなっており、養老川や小櫃川は清澄山に源流を有している。地質学的には新第三紀に形成され、泥板岩や砂岩で構成されている。境内の一部である旭が森は富士山を除いて本土で一番早く初日の出が拝める場所（犬吠埼より早い）である。なお、境内の近隣には東京大学農学部の演習林があり、東京帝国大学教授で日本初の林学博士である本多静六は『造林實習日誌』の中で“明治神宮造営に関係して全国の社寺の風致林を見て歩いたが、そのうえでも特に清澄寺の風致林は模範的なものであった”と評している。

## 歴史
- 771年 （宝亀2年） 不思議法師が訪れて虚空蔵菩薩を祀り開山する
- 836年 （承和3年） 慈覚大師円仁が訪れて再興し、天台宗となる
- 1096年（嘉保3年） 雷による火災で堂宇が焼失し国守の源親元が再建する
- 1157年（嘉禄元年）北条政子が千日講を催し、宝塔・輪蔵が造立されたほか大蔵経4000巻余が納経される
- 1233年（天福元年）善日麿（後の日蓮）が入山、名を薬王丸と改める
- 1237年（嘉禎3年） 道善房を師として薬王丸が出家、名を是聖房蓮長と改める
- 1253年（建長5年） 名を蓮長から日蓮へと改め、旭が森で題目を初唱し説法会を開く（立教開宗）
- 1276年（建治2年） 道善房が遷化、日蓮が『報恩抄』を著し墓前に供える
- 1387年（至徳4年） 三宝院の弘賢が清澄寺の別當職に就く
- 1392年（明徳3年） 梵鐘を鋳造する
- 1424年（応永31年）石幢を建立する
- 1618年（元和4年） 智積院の頼勢が徳川秀忠の命により入寺し、真言宗に改宗する
- 1647年（正保4年） 中門を建立する
- 1682年（天和2年） 本堂（摩尼殿）を建立する
- 1717年（享保2年） 八事山興正寺開山・天瑞圓照が虚空蔵菩薩像を奉納する
- 1837年（天保8年） 中門を改修する
- 1863年（文久3年） 仁王門を建立する
- 1880年（明治13年）観音堂を再興する
- 1920年（大正9年） 真言宗智山派清澄寺30世・玉瀧義秀が法華山門不入を解き、盛大に立教開宗会を催す
- 1923年（大正12年）日蓮聖人銅像を建立する
- 1949年（昭和24年）真言宗智山派清澄寺31世・岩村義運が末寺45ヶ寺と袂を分かち、日蓮宗に改宗する
- 1952年（昭和27年）清澄寺特別大本願人・日野隆司の発願により信育道場が建立される
- 1962年（昭和37年）清澄寺大本願人・西田志満の発願により報恩殿が建立される
- 1973年（昭和48年）祖師堂を建立する
- 1981年（昭和56年）宝物殿を建立する
- 1993年（平成5年） 日蓮聖人銅像を修復する
- 1995年（平成7年） 鐘楼堂を建立する
- 1999年（平成11年）信育道場を再建する
- 2017年（平成29年）本院を改修する

### 日蓮大聖人得度開宗之霊場
1222年（承久4年）2月16日、日蓮は安房国長狭郡東条郷（現・千葉県鴨川市小湊）で生まれた。善日麿と名付けられた日蓮は、12歳になると清澄寺に預けられ薬王丸と改名、住僧・道善房に師事して16歳で出家得度し是聖房蓮長の名を授かった。本尊の虚空蔵菩薩に「日本第一の智者となし給へ」と祈願した日蓮は、鎌倉・京都・比叡山・高野山・天王寺などへ遊学、清澄寺に戻った時には32歳となっていた
1253年（建長5年）4月28日、清澄寺で帰山報告を兼ねた説法会を行った日蓮は、文献を基に浄土宗を批判し法華経が最も優れた経典と語った。この説法は念仏信者の反発を呼び、日蓮を捕える動きがあったが、師・道善房や兄弟子の浄顕房・義浄房らの助けによって日蓮は安房国を脱した後世の伝記によればこの日の朝、日蓮は旭が森に登り、朝日に向かって題目「南無妙法蓮華経」を唱えたとされ、日蓮宗では4月28日を記念して立教開宗の日としている。また日蓮はこの後、蓮長から日蓮へと名を改めている
1276年（建治2年）3月16日、師・道善房が没した。日蓮は「報恩抄」を著し、弟子を遣わして同書を師の墓前に供え、深い感謝を捧げた。報恩抄の最後は「されば花は根にかへり、真味は土にとどまる。此の功徳は故道善房の聖霊の御身にあつまるべし」と結ばれている。なお、報恩抄は日蓮の著述の中でも五大部の１つされる重要な書物である。道善房没後670余年、1949年（昭和24年）に清澄寺は日蓮宗へと改宗した。

## 伽藍・境内
仁王門
1863年（文久3年）の建立。阿像（那羅延金剛）と吽像（密迹金剛）を祀る。大棟には十六葉菊紋が付され真言宗時代の格式の高さが窺える。千葉県指定有形文化財。
本堂（摩尼殿）
1682年（天和2年）の建立と伝えられ、大堂とも呼ばれる。十界曼荼羅の前に奉安されている虚空蔵菩薩像は、1717年（享保2年）に八事山興正寺開山・天瑞圓照が一刀一礼を以って彫刻したもので、高さは約8尺（約2.4m）、完成までに一万二千六百拝に至ったと伝えられる。また、日蓮が拝した不思議法師作の虚空蔵菩薩像が胎内に納められていると伝えられる。
祖師堂
1973年（昭和48年）に建築家・内井昭蔵の設計で建立された。安置されている日蓮像は徳川家康の側室・お万の方の奉納と伝えられる。
鐘楼堂
1995年（平成7年）12月の建立。庫裡の正面には、かつて用いられていたと考えられる1392年（明徳3年） の銘が入った古梵鐘がある。
観音堂
1880年（明治13年）に再興。十一面観音を祀り“安房国札三十四観音”の第十七番札所となっている。丑年と午年に開帳される。
中門
1647年（正保4年）の創建で1837年（天保8年）に改修された。1964年（ 昭和39年）4月28日に千葉県指定有形文化財に指定された。和様を主とした折衷様式で、一門一戸の四足門・茅葺・切妻造りである。
宝物殿
1981年（昭和56年）に建立。日蓮ゆかりの品を展示している。
本院
2017年（平成29年）4月27日に改修。旧本院の十万石格式の玄関の意匠をそのまま引き継いだ形で再建された。
凡血の笹
摩尼殿左脇に自生する黒斑模様の笹。16歳で出家した日蓮が虚空蔵菩薩に「日本第一の知者となし給え」という願を掛け21日間の断食行を行った。満願の日に虚空蔵菩薩より如意宝珠を授かり堂から出たところ、吐血しその血が笹についた。以後、生えてくる笹に黒斑が付いた事から“凡血の笹（凡人日蓮の最後の血が付いた笹）”と呼ばれるようになった。
石幢（髪塚）
高さ約2mの八面石幢で妙見山中腹にある。1424年（応永31年）の銘があり千葉県指定有形文化財に指定されている。本来は経典を埋めた印として建てられたものであるが、その後、得度した僧侶の髪の毛を納めたことから“髪塚”と呼ばれる。
妙見堂
清澄山頂の奥ノ院に位置し清澄山根本鎮守である北辰妙見大菩薩を祀る。年に一度7月21・22日に開帳される。
信育道場
元は1952年（昭和27年）に立教開宗700年を記念して清澄寺特別大本願人・日野隆司によって建立された。1999年（平成11年）に立教開宗750年の際に再建、宗門行事・団体信徒の修行・参籠・講習会等に使用される。
道善房墓所
1276年（建治2年）3月16日に没した日蓮の師・道善房の墓所。
報恩殿
1962年（昭和37年）に道善房の追善として清澄寺大本願人・西田志満によって建立された。道善房の尊像を安置する。
千年杉
高さ約47m・幹周り約15m・樹齢約800年。1924年（大正13年）に国の天然記念物に指定された。1954年（昭和29年）に発生した台風により並立していたもう一本の大杉が倒れ、現在残っている大杉の南側の枝が落とされた。
星の井戸
不思議法師が虚空蔵菩薩に祈願して授かった井戸と伝わり、井戸の中に星影を宿す事から星の井戸と呼ばれる。
練行堂
慈覚大師円仁が求聞持法を修し、後に日蓮も修行したと伝わる堂宇。
旭が森
1253年（建長5年）4月28日に日蓮が初めて題目を唱えたとされる場所で、立教開宗の聖地となっている。
日蓮聖人銅像
大本山妙顕寺54世で時の日蓮宗管長であった河合日辰が、有縁の児玉妙開や大塚圭八等と共に旭が森に銅像建立を発願。当時は真言宗智山派であったが30世・玉瀧義秀の英断により1923年（大正12年）8月30日に完成した。（彫刻家・渡辺長男の作） この銅像建立が後に日蓮宗への改宗の契機となった。1993年（平成5年）に建立70周年を記念し修復が行われた。
女人堂
12歳で入山した日蓮が折々に母・梅菊と面会した場所と伝えられる。日蓮は後に、修行の妨げになるという理由で母との面会を絶ったと言われる。
涕涙石
かつては女人堂跡地にあったが道路拡張工事により土中深く埋められ、現在は記念碑が建立されている。日蓮に会う事が叶わない梅菊が石に腰掛け涙を流し、その跡が石の表面に残っていると伝えられる。

## 文化財
千葉県指定有形文化財
- 清澄寺仁王門
- 清澄寺中門
- 清澄寺石造宝篋印塔
- 清澄寺石幢
- 梵鐘
- 旭森経塚遺物

鴨川市指定有形文化財
- 清澄寺石造宝篋印塔
- 木造薬師如来坐像
- 木造如来立像
- 銅造観音菩薩立像

## 天然記念物
- 清澄の大スギ（国の天然記念物）
- 清澄のモリアオガエル（千葉県指定天然記念物）
- 清澄の大クス（鴨川市指定天然記念物）

## 歴代別當
1949年（昭和24年）に岩村義運が大本山清澄寺貫首第1世となるが、程無く下山。以降住職は日蓮宗管長が就任し、清澄寺には寺務一切を総理統監する別當職が置かれている。
| 歴代      | 法号 （俗姓・道号）     | 命日（享年［数え年］）            | 経歴 |
| --------- | ----------------------- | --------------------------------- | --- |
| 貫首 1世  | 智泉院日秀 (岩村義運)   | 昭和50年（1975年）7月7日（84歳）  | 真言宗智山派本山 千光山清澄寺 31世 大僧正 |
| 別當 初代 | 静現院日玉 (戸村堯澄)   | 昭和35年（1960年）5月18日（65歳） | 本山 常在山藻原寺（千葉県茂原市茂原） 82世 |
| 2代       | 玄得院日淳 (湯川泰雅)   | 昭和43年（1968年）7月21日（93歳） | 本山 叡昌山本法寺（京都府京都市上京区） 60世 開妙山釈迦本寺（東京都練馬区石神井台） 開山 日蓮聖人銅像護持教会（福岡県福岡市博多区） 3世 常香山妙照寺（福岡県朝倉市甘木） 30世 萬歳山本経寺（長崎県大村市古町） 32世 番守山妙法寺（長崎県東彼杵郡東彼杵町） 22世 |
| 3代       | 泰忍院日容 (長谷川泰忍) | 昭和38年（1963年）4月18日（65歳） | 南永山玉泉寺（新潟県刈羽郡刈羽村） 29世 安国山東城寺（新潟県柏崎市中田） 35世 |
| 4代       | 龍淳院日榮 (堀龍淳)     | 昭和53年（1978年）8月30日（86歳） | 本山 明星山妙純寺（神奈川県厚木市金田） 39世 法輪山妙像寺（東京都港区六本木） 30世 |
| 5代       | 明浄院日秀 (小川原潮栄) | 平成4年（1992年）4月20日（79歳）  | 随法山實盛寺（新潟県三条市本町） 33世 日栄山常昌寺（新潟県燕市地蔵堂本町） 36世 |
| 6代       | 清溪院日専 (中條是龍)   | 昭和59年（1984年）4月17日（79歳） | 本山 正東山日本寺（千葉県香取郡多古町） 335世 妙典山大乗寺（福井県福井市大丹生町） 43世 |
| 7代       | 玄洋院日照 (塩田義朗)   | 平成9年（1997年）10月20日（84歳） | 久成山正立寺（熊本県熊本市中央区） 32世 大僧正・宗務総長 |
| 8代       | 大法院日芳 (小林栄雄)   | 平成22年（2010年）4月16日（95歳） | 長耀山真浄寺（茨城県笠間市笠間） 36世 |
| 9代       | 智泉院日慎 (杉山智雄)   | 平成18年（2006年）3月19日（81歳） | 福祐山顕妙寺（千葉県いすみ市大原町） 50世 |
| 10代      | 端正院日鳳 (奥邨正寛)   | 令和4年（2022年）1月26日（90歳）  | 海照山正蓮寺（大阪府大阪市此花区） 26世 大僧正・宗務総長 |
| 11代      | 玄唱院日泰 (岡﨑英雄)   | 令和4年（2022年）3月9日（87歳）   | 妓楽山妙音寺（東京都台東区松が谷） 36世 |
| 12代      | 東周院日傳 (中條令紹)   | 平成27年（2015年）4月8日（79歳）  | 妙典山大乗寺（福井県福井市大丹生町） 44世 |
| 13代      | 日敬 (二宮將泰)         |                                   | 大野山浄光寺（千葉県市川市大野） 38世 |
| 14代      | 文義院日厚 (金子元彦)   |                                   | 関本山弘行寺（神奈川県南足柄市雨坪） 46世 |
| 15代      | 本光院日敬 (齊藤憲一)   |                                   | 安国山東城寺（新潟県柏崎市中田） 37世 帝釋山東城寺（神奈川県横浜市西区） 2世 |

## 札所
安房国札三十四観音霊場
16 石間寺 -- 17 清澄寺 -- 18 石見堂

## 交通アクセス
- JR外房線安房天津駅から路線バスで約20分・タクシーで約15分